# Santa Croce in via Flaminia (Kardinalstitel)
Der Titel eines Kardinalpriesters von Santa Croce in via Flaminia  wurde von Papst Paul VI. am 5. Februar 1965 mit der Apostolischen Konstitution omnibus quidem an der gleichnamigen römischen Pfarrkirche Santa Croce in via Flaminia neu geschaffen.
Erstmals vergeben wurde der Titel im Rahmen des Konsistoriums vom 22. Februar 1965 an Josef Beran. Aktueller Titelinhaber ist Sérgio da Rocha, der seine Titelkirche am 23. April 2017 in Besitz nahm.

## Geschichte
Die Gesamtzahl der Kardinäle war bereits vom Vorgänger Papst Pauls VI., Johannes XXIII. von ca. 60 auf über 80 erhöht worden. Bei seinem ersten Konsistorium zur Kreierung neuer Kardinäle ernannte Paul VI. weitere 27 Kardinäle. Von den bis dahin bereitstehenden Titelkirchen und -diakonien waren hierfür nicht genügend vakant, sodass der Papst am 5. Februar 1965 durch Apostolische Konstitutionen insgesamt 20 neue bestimmte (neun Titelkirchen, elf Titeldiakonien).
Paul VI. hatte Santa Croce in via Flaminia bereits mit Dekret vom 12. Mai 1964 zur Basilica minor erhoben und verwies in „omnibus quidem“ auf das Gründungsdekret von Papst Pius X. für die Kirche aus dem Jahr 1914, in dem die 1600-Jahr-Feier des für die Geschichte der Religionsfreiheit wichtigen Mailänder Toleranzedikts als Grund genannt worden war. Insofern ist es bezeichnend, dass der erste Titelinhaber Josef Beran als Erzbischof von Prag unter Verfolgung, Haft und Hausarrest in der Tschechoslowakei gelitten hatte.

## Titelinhaber
Bis zur Ernennung von Kardinal Rocha gab es bisher drei Kardinalpriester von Santa Croce in via Flaminia:
| Name                    | Land             | Geboren       | Verstorben        | Ernennung 1   | durch Papst        | Anmerkungen                                    |
| ----------------------- | ---------------- | ------------- | ----------------- | ------------- | ------------------ | ---------------------------------------------- |
| Rocha, Sérgio da        | Brasilien        | 21. Okt. 1959 | Alter: 65 Jahre 2 | 19. Nov. 2016 | Franziskus (Papst) | Aktueller Titelinhaber Erzbischof von Brasília |
| Baum, William Wakefield | USA              | 21. Nov. 1926 | 23. Juli 2015     | 24. Mai 1976  | Paul VI.           | Erzbischof von Washington                      |
| Kominek; Bolesław       | Polen            | 23. Dez. 1903 | 10. März 1974     | 5. März 1973  | Paul VI.           | Erzbischof von Breslau                         |
| Beran, Josef            | Tschechoslowakei | 29. Dez. 1888 | 17. Mai 1969      | 22. Feb. 1965 | Paul VI.           | Erzbischof von Prag                            |